# Gojin Dol
Gojin Dol (em cirílico: Гојин Дол) é uma vila da Sérvia localizada no município de Dimitrovgrad, pertencente ao distrito de Pirot, na região de Visok. A sua população era de 243 habitantes segundo o censo de 2011.

## Demografia
| 1948 | 1953 | 1961 | 1971 | 1981 | 1991 | 2002 | 2011 |
| ---- | ---- | ---- | ---- | ---- | ---- | ---- | ---- |
| 518  | 493  | 348  | 330  | 343  | 333  | 264  | 243  |